# أطفيح
أطفيح إحدى مراكز محافظة الجيزة، وتقع على الضفة الشرقية من النيل في مواجهة مركز العياط أحد مراكز محافظة الجيزه، وقد كانت أطفيح إحدى الأقسام الإدارية الهامة والقديمة في مصر منذ عهد قدماء المصريين، وكانت تعرف في عهد المماليك باسم الأعمال الإطيفيحة، ولكن مع تدمير بلدة الأطفيحية والتي كانت قاعده لها، نتيجة للسيول وغارات القبائل الرعوية، تراجعت أهميتها كثيرًا إلى عهد محمد علي حيث بدأت بلدة الجيزة تحتل مكانها وتظهر كونها مديرية مستقلة وتتبعها أطفيح، وقد يرجع ذلك أيضًا إلى صغر مساحة السهل الفيضي وبالتالي ضآلة المساحة المزروعة.
وقد شهدت قرية صول بمركز أطفيح في أول شهر مارس 2011 مناوشات بين بعض الأهالي من المسلمين والمسيحيين. وذلك أن كان هناك علاقة عاطفية بين شاب مسيحي وفتاة مسلمة فلما حاول بعض الأهالي لوم والد الفتاة على ذلك حدثت مشاجرة راح ضحيتها والد الفتاة وأحد أقاربه، مما سبب غضباً شديداً في القرية وتوجهوا إلى كنيسة الشهيدين بالقرية وأشعلوا النار بها. ومن ثم فقد قام المسيحيون بالتظاهر أمام مبنى ماسبيرو وكان على رأس مطالبهم أن يعاد بناء الكنيسة وأن يرجع المسيحيون إلى منازلهم بقرية صول. فتوجه رئيس الوزراء عصام شرف بزيارتهم ومن أجل تهدئة الأوضاع فقد تم الإفراج عن القس متاؤوس وهبه، وتعهد المجلس الأعلى للقوات المسلحة بإعادة بناء الكنيسة، وقد تدخلت شخصيات دينية وسياسية وعامة لتهدئة الأوضاع من بينهم الداعية الإسلامي محمد حسان والداعية الإسلامي عمرو خالد.
وبالفعل وفي المجلس الأعلى بوعده وتم تشييد الكنيسة وبناءها في غضون شهر، وبالتحديد 28 يوماً، وافتتحت في منتصف شهر أبريل 2011.

## قرى أطفيح
1. الصالحية
2. منية الرقة
3. نزلة ترجم
4. صول
5. الكدايه
6. منيل السلطان
7. عرب بنى صالح
8. البرمبل
9. الخرمان
10. مسجد موسي
11. كفر الواصلين
12. القبابات
13. الرقة البحرية
14. الكريمات
15. الحلف الغربى
16. الرقة القبلية
17. عزبة الحجارة
18. عرب المعازه
19. كفر قنديل
20. كفر حلاوة

## سكانها
قبيلة النجمة (قبيلة) العربية التي سكنت أطفيح ونزلة البطران بمديرية الجيزة